# Oberleutersdorf
Oberleutersdorf ist ein Gemeindeteil von Leutersdorf im Landkreis Görlitz.

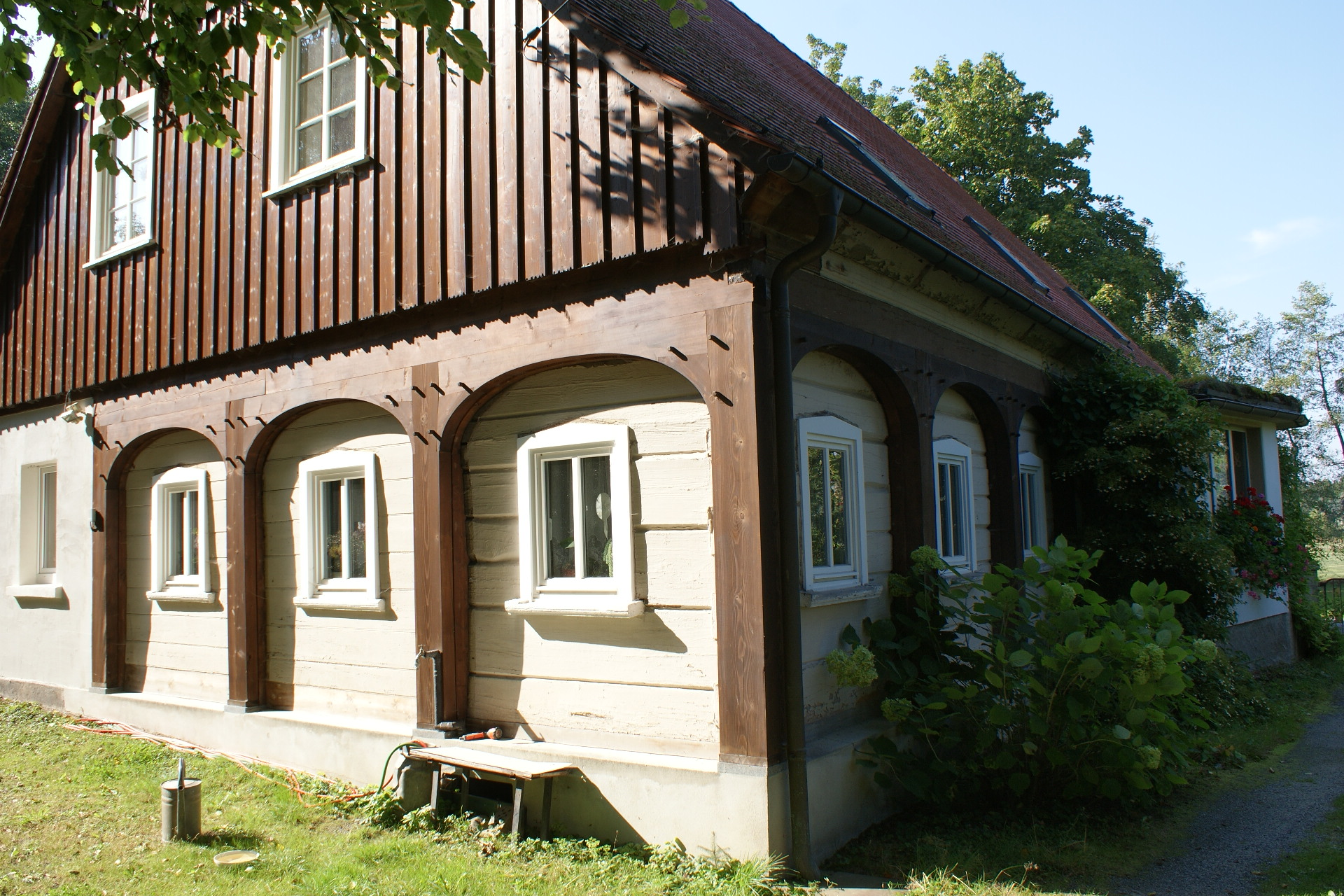
Umgebindehaus Friedensstraße 56

## Geografie

### Lage
Oberleutersdorf liegt im südlichen Teil des Landkreises im Neugersdorfer Lössrückengebiet in der Östlichen Oberlausitz und ist der nördliche Teil des zwei Kilometer langen Waldhufendorfes Leutersdorf. Der Ort erstreckt sich entlang des Leutersdorfer Wassers, das im Norden die Gemarkungsgrenze zu Neueibau bildet. Im unteren Teil von Oberleutersdorf befinden sich die Oberen Teiche ⊙ und der Bräuerteich ⊙.
Nordwestlich erhebt sich der Hetzwalder Berg (441,6 m ü.NN), westlich die Heinrichshöhe und südwestlich der Wacheberg (452,4 m ü.NN)

### Nachbarorte
| Neugersdorf, Hetzwalde | Neueibau                                    | Oberoderwitz |
| Neuwalde               | Kompassrose, die auf Nachbargemeinden zeigt | Oberoderwitz |
| Neuleutersdorf         | Mittelleutersdorf, Niederleutersdorf        | Sorge        |

## Geschichte

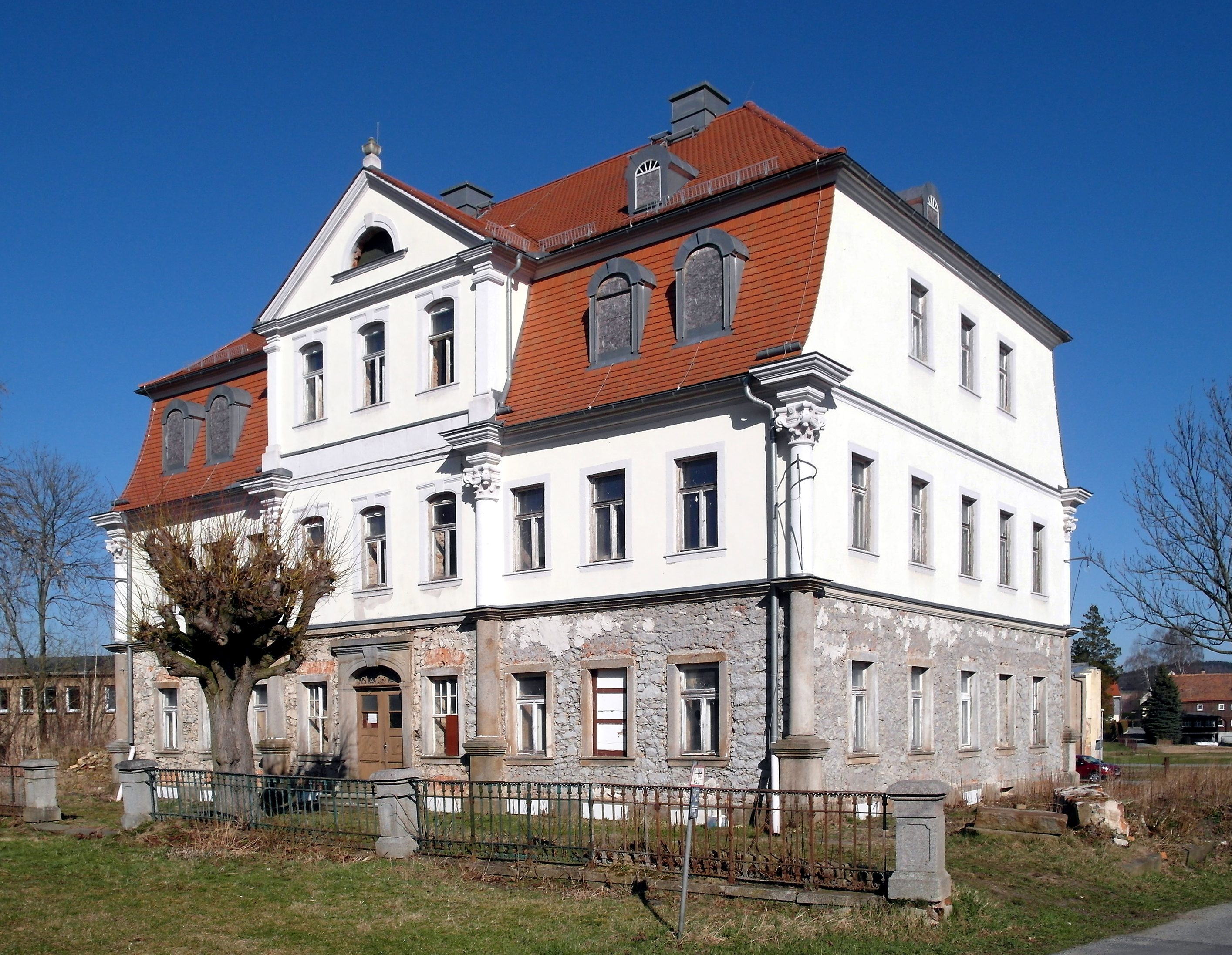
Schloss Oberleutersdorf I, Siedlungsweg 2

Das an der Grenze des Erzbistum Prag zum Bistum Meißen gelegene Lutgersdorf wurde 1347 erstmals erwähnt. Es wird angenommen, dass das Dorf zu den Oberlausitzer Gütern der Herren von Bieberstein auf Burg Friedland gehörte, die 1310 aus dem Zittauer Gerichtsweichbild ausschieden. Seit 1416 unterstand das gesamte Dorf nachweislich der Lehnshoheit der Herrschaft Friedland. In der Mitte des 15. Jahrhunderts wurde Leutersdorf in zwei Güter  – Oberleutersdorf und Niederleutersdorf – geteilt.
Bei der Übergabe der Oberlausitz nach dem Prager Frieden gelangte Oberleutersdorf 1635 an das Kurfürstentum Sachsen, währenddessen Niederleutersdorf als Exklave beim Königreich Böhmen verblieb. Seit 1638 war das Gut Oberleutersdorf ein Rittergut. 1727 wurde Oberleutersdorf zum Marktflecken erhoben.
1735 teilte der in Geldnot geratene Besitzer das Rittergut Oberleutersdorf in die Güter Oberleutersdorf I ⊙, Oberleutersdorf II, Oberleutersdorf III, wobei die Güter II und III gemeinschaftlich einen Meierhof bewirtschafteten ⊙, sowie das Vorwerk Mittelleutersdorf ⊙. Er behielt nur eines der drei Oberleutersdorfer Güter. Aus den drei Oberleutersdorfer Gütern entstanden drei kleine politische Gemeinden, ihre Besitzer waren vermögende ortsansässige Händler.
In Folge der Ausdehnung des Gutsbesitzes standen den Gütern nur wenig fronende Bauern zur Verfügung, so dass die Herrschaft am Ortsrand Anwesen für die Hofeleute anlegte. So entstanden die Dreihäuser (auch Feldhäuser) ⊙, die Lehnbuschhäuser ⊙ und um 1750 am Ortsausgang nach Neuwalde das „Staadtel“ ⊙. Vor 1791 ließ der Besitzer des Gutes Oberleutersdorf II auf seinen Fluren das Dorf Hetzwalde anlegen.
Im Jahre 1800 verübte die vom böhmischen Neuwalde agierende Räuberbande des Prager Hansel einen Einbruchdiebstahl beim Besitzer des Gutes Oberleutersdorf I, dem Leinenhändler Glathe. Verlorene Beutestücke führten zur Kreibichschenke, wo die Bande ausgehoben werden konnte.
In der Mitte des 19. Jahrhunderts vereinigten sich die drei Oberleutersdorfer Gemeinden und Hetzwalde zu einer politischen Gemeinde. 1870 schlossen sich Mittelleutersdorf und die Neue Sorge an Oberleutersdorf an. 1907 erfolgte der Zusammenschluss der Gemeinden Niederleutersdorf, Oberleutersdorf und Josephsdorf zur Landgemeinde Leutersdorf. Bei den Feldhäusern entstand 1926 die Siedlung „Grüner Weg“ ⊙, später kamen am Weg zur Heinrichshöhe weitere Siedlungshäuser hinzu.

### Kirche
Eine Kirche ist in Leutersdorf seit 1448 nachweisbar. Sie war bis 1576 eine Filialkirche der Pfarrei Spitzkunnersdorf und danach bis 1662 der Pfarrei Eibau. Anschließend wurde sie zur Pfarrkirche erhoben, ihr Sprengel umfasste neben Oberleutersdorf auch die größtenteils evangelischen Bewohner der böhmischen Exklave Niederleutersdorf. 1690 wurde die Kirche erneuert. Die alte Oberleutersdorfer Kirche stand südlich des Rittergutes, später Gut Oberleutersdorf I, unmittelbar an der böhmischen Grenze, die sich drei Ellen südlich der Haupttür hinzog und die Kirche auch im Osten umgab. Im Zuge des Baus der neuen Christuskirche in Mittelleutersdorf erfolgte 1865 der Abbruch der alten Kirche.

### Verwaltungszugehörigkeit
1777: Görlitzer Kreis, 1843: Landgerichtsbezirk Löbau, 1856: Gerichtsamt Großschönau, 1875: Amtshauptmannschaft Zittau, 1952: Kreis Zittau, 1994: Landkreis Löbau-Zittau, 2008: Landkreis Görlitz

### Einwohnerentwicklung
| Jahr | Einwohner                                            |
| ---- | ---------------------------------------------------- |
| 1777 | 2 besessene Mann, 5 Gärtner, 30 Häusler, 5 Wüstungen |
| 1834 | 886, davon 14 Katholiken                             |
| 1871 | 1454                                                 |
| 1890 | 1542                                                 |

## Ortsbild
In Oberleutersdorf sind zahlreiche Umgebindehäuser erhalten. Östlich des Dorfes steht auf Eibauer Flur die Zimmermann-Mühle, eine ehemals fünfflügelige Bockwindmühle. Das ehemalige Rittergut I wird auch als „Schloss Oberleutersdorf“ bezeichnet.

## Im Ort geboren
- Anton Dreyssig (1774–1815), Organist und Chorleiter in Dresden
- Johannes Herz (1877–1960), lutherischer Theologe und Pfarrer